# Полугодие
Полугодие, полгода — единица измерения времени равная шести месяцам, 2 кварталам или 1/2 года. 1-е и 2-е полугодия имеют разную продолжительность в днях. Единица используется в основном для целей бухгалтерского учёта и экономической статистики. Полугодие учебного года в вузах имеет собственное название — «семестр».

## Обозначения
Согласно Общероссийскому классификатору единиц измерения (ОКЕИ):
| Наименование единицы измерения | Код ОКЕИ | Национальное условное обозначение | Международное условное обозначение | Национальное кодовое буквенное обозначение | Международное кодовое буквенное обозначение |
| ------------------------------ | -------- | --------------------------------- | ---------------------------------- | ------------------------------------------ | ------------------------------------------- |
| Полугодие                      | 365      | полгода                           | —                                  | ПОЛГОД                                     | SAN                                         |

## Продолжительность полугодий
Полугодия используются для разделения отчётного года на две части. Для случаев, когда отчётный (хозяйственный) год совпадает с календарным:
| Полугодие | Кварталы | Месяцы                                           | Дата начала | Дата окончания | Количество календарных дней     |
| --------- | -------- | ------------------------------------------------ | ----------- | -------------- | ------------------------------- |
| 1-е       | I и II   | январь, февраль, март, апрель, май, июнь         | 1 января    | 30 июня        | 181 (или 182 в високосные годы) |
| 2-е       | III и IV | июль, август, сентябрь, октябрь, ноябрь, декабрь | 1 июля      | 31 декабря     | 184                             |

В СССР в определённых отраслях народного хозяйства хозяйственный год не совпадал с календарным и начинался с 1 октября. Соответственно, первым хозяйственным полугодием являлся период «октябрь — март», а вторым — «апрель — сентябрь».
Из-за разного количества дней в месяцах число дней в полугодиях варьируется от 181 до 184, что неудобно для учёта и экономического анализа. В ряде проектов стабильного календаря эта проблема решена. Так, например, в календаре Армелина и в Симметричном календаре длительность полугодий одинакова и составляет 182 дня, а в календаре Гильбурда каждое полугодие состоит из 180 дней.